# Glen John Provost
Glen John Provost (Lafayette, Louisiana, EUA, 9 de agosto de 1949) é bispo de Lake Charles.
Glen John Provost recebido em 29 de junho de 1975 pelo Papa Paulo VI o Sacramento da Ordem.
Em 6 de março de 2007, o Papa Bento XVI o nomeou bispo de Lake Charles. O Arcebispo de Nova Orleans, Alfred Clifton Hughes, o consagrou em 23 de abril do mesmo ano; Os co-consagradores foram o Bispo de Lafayette, Charles Michael Jarrell e o Bispo Emérito do Lago, Charles Jude Speyrer.